# Trichoniscoides tuberculatus
Trichoniscoides tuberculatus är en kräftdjursart som beskrevs av Emil Racoviţă 1907A. Trichoniscoides tuberculatus ingår i släktet Trichoniscoides och familjen Trichoniscidae. Inga underarter finns listade i Catalogue of Life.